# Союзническая война (357—355 до н. э.)
Сою́зническая война́ (357—355 до н. э.) — война между Афинами (гегемоном образованного в 378 году до н. э. Второго афинского морского союза) и рядом бывших членов этого союза.

## Предпосылки войны
После распада Пелопоннесского союза и ослабления Фив после битвы при Мантинее, единственной крупной политической силой в Греции остался Второй афинский морской союз. Основная цель объединения городов во Второй афинский морской союз — вытеснение Спарты с моря — была выполнена, а спартанцы, разбитые на море и на суше, уже никакой опасности не представляли, поэтому необходимость в существовании союза отпала. Однако, не видя перед собой серьёзных противников, Афины решились на возобновление своей политики, направленной на укрепление влияния Афин в Греции. Вновь начав рассматривать своих союзников не как партнеров, а как подданных, Афины переселили несколько тысяч своих бедных граждан на территорию ряда союзников (Самос, Сест, Потидея) как клерухов. Афины потребовали от союзников увеличения взносов и начали распространять законы своего полиса на судебные иски союзников. 
Афины попытались активизировать свою политику, увеличив флот до 250 триер и направив его в разные области Греции. Однако содержание такого большого флота обходилось непомерно дорого при ограниченных финансовых возможностях Афин. В этих условиях отдельные афинские стратеги начали допускать злоупотребления и грабежи населения союзных полисов, в целях обеспечения флота фактически занявшись разбоем, что вызвало резкое возмущение союзников.
Определённую роль в начале войны сыграло подстрекательство правителя Карии Мавсола, который сам претендовал на господство в Эгейском море, но не имел сил открыто выступить против Афин.
Растущее недовольство союзников великодержавными амбициями афинян и интриги Мавсола привели к тому, что ряд сильных государств союза — Родос, Кос, Хиос, на которых произошли олигархические перевороты, а также Византий — заявили о выходе из союза (357 год до н. э.). Они объединили свои силы, создав флот, доходивший до 100 триер.

## Ход войны
Война продолжалась около двух лет и велась в основном в проливах, где Афины стремились обеспечить себе жизненно важный торговый путь в Причерноморье.
Летом 357 года до н. э. афинский флот из 60 кораблей под командованием военачальников Хабрия и Хареса атаковал Хиос одновременно с суши и моря. Однако в сражении у входа в гавань Хиоса афиняне потерпели поражение, в битве погиб Хабрий. Харес, получивший командование над всеми афинскими силами, был направлен на Геллеспонт для военных действий против Византия. На помощь Харесу были отправлены афинские военачальники Тимофей, Ификрат и Менестей, атаковавшие Лемнос и Имброс и освободившие Самос от осады.
Затем Харес, Тимофей и Ификрат снова двинулись к Хиосу и встретили флот противника между островом и материком. Несмотря на начавшуюся бурю, Харес приказал начать сражение при Эмбате. Тимофей и Ификрат отказались выполнить этот опасный приказ, в результате чего Харес атаковал противника только со своими кораблями, потерпел поражение и был вынужден отступить, в Афинах подав в суд на Ификрата и Тимофея.
Тимофей и Менестей были отозваны в Афины. Главнокомандующим афинским флотом остался Харес. Вместо продолжения войны с восставшими союзниками, Харес оказал поддержку сатрапу Геллеспонтской Фригии Артабазу, поднявшему мятеж против персидского царя Артаксеркса III. Успешные действия Хареса привели к тому, что персидский царь предъявил Афинам ультиматум, пригрозив направить к союзникам свой флот в триста кораблей и вторгнуться в материковую Грецию.
Персидская угроза была серьёзно воспринята в Афинах, а призыв Афин о всегреческом объединении против персов поддержки не встретил. Не имея средств на продолжение войны, по предложению Эвбула афиняне отказались от войны с союзниками, предоставив им независимость.

## Итоги войны
Афинам не удалось добиться победы. Неудачные действия афинского флота усугублялись взаимной враждой между афинскими военачальниками Ификратом, Тимофеем и Харесом. В ходе боевых действий Афины лишились своих лучших полководцев: погиб Хабрий, а Ификрат и Тимофей были отстранены от командования и привлечены к суду. На войну были истрачены значительные суммы.
Не сумев привести своих союзников к повиновению, в 355 году до н. э. Афины были вынуждены признать их автономию. Это привело к фактическому распаду Второго Афинского Морского союза — последнего военно-политического союза греков, который мог бы объединить их против нового врага — Македонии.